# Dagobert Duck
Dagobert Duck, ook wel bekend als Oom Dagobert (Engels: Scrooge McDuck), is een antropomorfe eend en een van de vaste personages uit de Duckstad-wereld. Hij is een creatie uit 1947 van Carl Barks. Hij komt voor als een van de hoofdrolspelers in een deel van de lange stripverhalen waarin ook Donald Duck meedoet. Daarnaast zijn er een aantal kortere verhalen waarin alleen Dagobert Duck voorkomt.
Dagobert Duck is een steenrijke zakenmagnaat op gevorderde leeftijd, volgens de verhalen "de rijkste eend ter wereld". In de meeste verhalen is zijn eigen geldpakhuis tevens de plek waar hij woont. Hoewel zijn zuinigheid als zijn meest benadrukte eigenschap geldt, toont hij ook een verregaande toewijding om zijn neefjes Kwik, Kwek en Kwak te beschermen. 

## Oorsprong

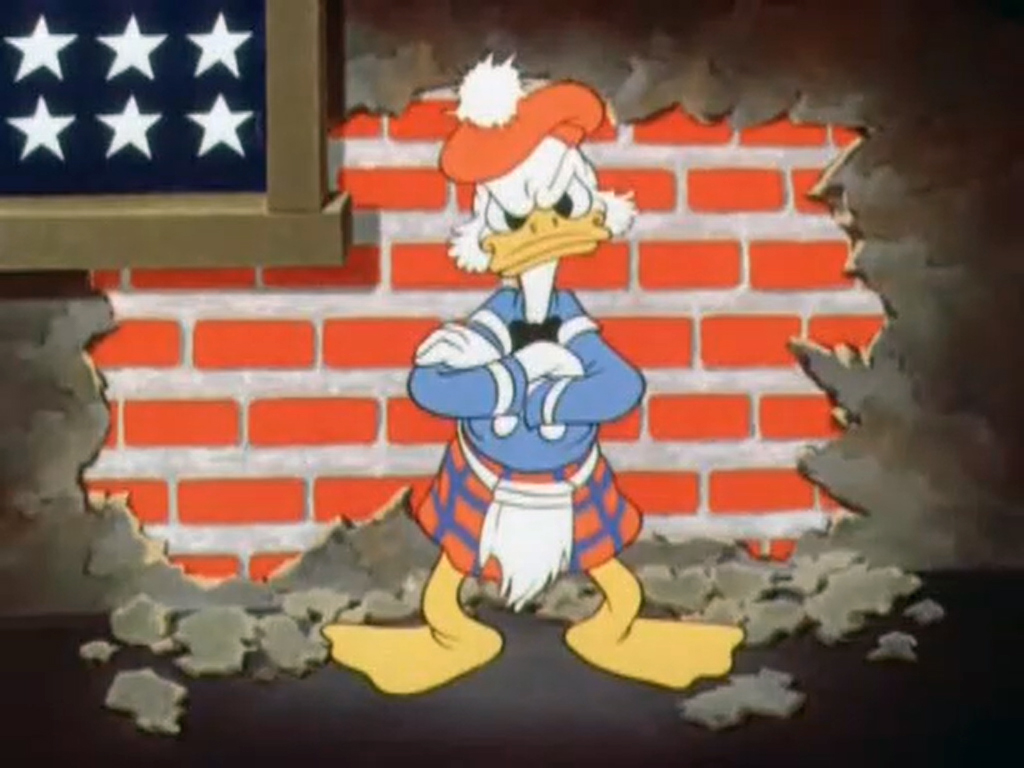
Dagoberts "voorloper" in The Spirit of '43

In tegenstelling tot veel andere Disney-personages begon Dagobert Duck zijn carrière niet als tekenfilm-, maar als stripfiguur. Hij maakte zijn debuut in Barks' verhaal Christmas on Bear Mountain ("Kerstmis op de Berenberg") uit 1947. In 1943 dook een soortgelijk figuur echter al op in een tekenfilm, The Spirit of 43, een zuinige oude Schot die veel van Dagobert Duck weg had en die zeer waarschijnlijk als inspiratie diende. Het filmpje in kwestie was een informatiefilmpje over spaargeld tijdens de Tweede Wereldoorlog. In het eerste stripverhaal is Dagobert een verbitterde wantrouwende rijke kluizenaar die eerder als tegenstander van Donald gezien kan worden. Dagobert zou in de volgende verhalen snel ontdooien en een vriendelijker karakter krijgen. Hij zou uitgroeien tot een van de populairste Disneyfiguren.
In de verhalen die volgden werd het karakter van Dagobert steeds verder uitgebouwd. In het tweede verhaal, Het geheim van het oude kasteel (1948) gaat hij met Donald en de neefjes terug naar zijn familiekasteel in Schotland. In dit verhaal is hij nog steeds erg oud en weinig energiek. In het verhaal Een brief voor de kerstman (1949) blijkt hij over meer energie, driftbuien en een drang om zich te bewijzen te beschikken. Ook is hij behulpzaam naar Donald. Het verhaal Bombie de Zombie (1949) laat een vileinere kant van Dagobert zien omdat hier blijkt dat Dagobert niet altijd eerlijk aan zijn geld is gekomen, maar in het verleden ook geweld heeft gebruikt om te krijgen wat hij wil. In het verhaal De magische zandloper (1950) wordt duidelijk dat Dagobert arm is geboren en zelf zijn vermogen heeft verdiend; hij zegt dat hij de zandloper tijdens een reis als arme scheepsjongen in Marokko kocht. Het verhaal laat wederom zijn sluwe en harde kant zien. In “Billions to Sneeze At” (1951), zien we Dagobert voor het eerst in zijn geld zwemmen, wat sindsdien een iconisch aspect van het personage is geworden. Zijn strengbewaakte geldpakhuis wordt in Het bevroren geldpakhuis (“The Big Bin on Killmotor Hill”, eveneens uit 1951) geïntroduceerd.
In 1952 was zijn populariteit haast net zo groot als die van zijn neef Donald en kreeg hij zijn eigen stripbladenreeks in Amerika, “Uncle Scrooge”. In het eerste stripverhaal waar hij de hoofdrol speelt, Een meer vol misère, wordt zijn vrolijke kant getoond en is hij een echte vriend van de familie geworden. In deze strip speelden ook de Zware Jongens (reeds geïntroduceerd in een van Barks’ eerdere verhalen) een hoofdrol. Later zouden er meer vaste tegenstanders volgen zoals Govert Goudglans en Zwarte Magica. In het volgende nummer uit 1953 leren we meer over goudzoekersverleden, in het verhaal Terug naar Klondike.
In Nederland is Dagobert de jaren ‘50 en ‘60 te horen in een reeks hoorspelen. In 1967 maakt hij zijn animatiedebuut in de Disney-tekenfilm “Scrooge McDuck and Money” (zie #In tekenfilms) waarin hij zijn neefjes lesgeeft over geld. Hier wordt ook uitgelegd dat het geld in het geldpakhuis slechts een fractie is van zijn bezit omdat hij de rest heeft geïnvesteerd. In 1983 speelt hij de hoofdrol in Mickey's Kerstfeest, een tekenfilmversie van A Christmas Carol. Ook in de featurette “Soccermania” (“De Voetbalwedstrijd”) uit 1987 is een hoofdrol voor Dagobert weggelegd, naast Kwik, Kwek en Kwak en Goofy. In deze tekenfilm maken ook andere Barkscreaties, waaronder het geldpakhuis, de Zware Jongens en Willie Wortel hun geanimeerde debuut. Van 1987 tot 1990 speelt Dagobert de hoofdrol in de tekenfilmserie DuckTales. Samen met Kwik, Kwek en Kwak beleeft hij avonturen en reizen ze de wereld rond. Donald komt er zelden in voor. Ook hier blijkt de eerste ontmoeting tussen Dagobert en de neefjes die bij hem in huis komen wonen weinig hartelijk, maar al snel worden ze onafscheidelijk. In 1990 is Dagobert voor het eerst in een lange bioscoopfilm te zien: "DuckTales: Het Geheim van de Wonderlamp".
Eind jaren negentig schreef en tekende Keno Don Rosa twaalf verhalen waarin het levensverhaal van Dagobert Duck in kaart wordt gebracht, van 1877 tot 1949, gebaseerd op de talrijke verwijzingen naar Dagoberts verleden in de Barksstrips. In de verhalen reist hij onder andere af naar Klondike, de Mississippi en het Wilde Westen om zijn fortuin te vergaren.

## Naam
Zijn oorspronkelijke Engelse naam is Scrooge McDuck. De naam Scrooge is een verwijzing naar de vrek Ebenezer Scrooge, de hoofdpersoon in Charles Dickens' klassieker A Christmas Carol in Prose uit 1843. Het eerste verhaal waarin hij optreedt, speelt zich dan ook af in de kersttijd. De naam McDuck is een verwijzing naar Dagoberts Schotse afkomst. Barks koos ervoor om Dagobert uit Schotland te laten komen vanwege de spreekwoordelijke zuinigheid van de Schotten.
In de Nederlandstalige versies van de strips werd de achternaam van Dagobert aanvankelijk ook geschreven als McDuck, maar dat Mc is in de loop der jaren weggevallen. De voornaam Dagobert is afkomstig uit het Duits.

## Levensloop (verschillende versies)
In de loop der jaren hebben meerdere tekenaars het verleden van Dagobert Duck uitgediept. Zo zijn er meerdere verhalen ontstaan over zijn jonge jaren en hoe hij zijn fortuin zou hebben vergaard. Veel van deze verhalen spreken elkaar op bepaalde punten tegen, maar steeds terugkerende elementen zijn dat Dagobert Duck van oorsprong uit een arme Schotse familie komt, en zich nadien een weg omhoog heeft gewerkt naar rijkdom. Hij zou rijk zijn geworden als goudzoeker in Klondike.

### Verhaallijn van Don Rosa
De bekendste versie van Dagobert Ducks levensverhaal is bedacht en opgetekend door de Amerikaanse schrijver en tekenaar Keno Don Rosa. Hij vertelt Dagoberts levensgeschiedenis met name in de spin-offreeks De jonge jaren van Oom Dagobert. De gebeurtenissen hierin zijn voor een groot deel gebaseerd op de verhalen van Barks. De verhalen bevatten vele verwijzingen naar de verhalen van Barks en veel personen uit de strips van Barks worden in het levensverhaal geïntroduceerd. Ook ontmoet hij historische figuren zoals Wyatt Earp en raakt hij bevriend met Theodore Roosevelt die later president van de Verenigde Staten zou worden.
In Don Rosa's verhalen is Dagobert de oudste zoon van Fergus McDuck en Downy O'Drake (Ma McDuck). Hij is geboren op 15 augustus 1867 in Schotland. Zijn familie bezat ooit het Kasteel McDuck, maar leidt ten tijde van Dagoberts jeugd een armoedig bestaan, Dagobert wilde al vanaf het begin van zijn leven geld verdienen, daarom is hij toen hij klein was schoenpoetser geweest. Hiermee heeft hij zijn eerste dubbeltje verdiend, dat later zijn geluksdubbeltje werd. Dit dubbeltje vormde het begin van zijn fortuin. Hierna reisde hij de wereld rond. Meerdere malen verdiende hij een fortuin maar verloor dit ook weer door pech.
In 1885 keerde hij terug naar het familiekasteel om op tijd de achterstallige belasting te betalen zodat het niet verkocht werd. Hier heeft hij ook een ontmoeting met de geesten van zijn voorvaderen. Tijdens zijn reizen ontmoet hij o.a. Govert Goudglans en de sympathieke vader van de verwende Rockerduck. Na 16 jaar reizen komt Dagobert aan in Klondike om goud te zoeken. Hij vindt een enorme goudklomp en hierdoor wordt hij dan eindelijk rijk.
Dagobert keert terug naar Schotland en haalt zijn familie op om zich in het gehucht Duckburg aan de Amerikaanse westkust te vestigen. Hier ontmoet zijn driftige zus Hortensia de driftige boer Woerd Snater Duck en worden de twee verliefd. Later zouden ze samen een driftig kind genaamd Donald krijgen. Op een heuvel waar een oud fort staat bouwt hij zijn geldpakhuis dat langzaamaan gevuld wordt. Ook de opa van de latere Zware Jongens blijkt zich in de omgeving gevestigd te hebben. Dagobert blijft zijn geld investeren en rondreizen en weet door zijn gierigheid én door zijn goede zakeninstinct een immens en divers zakenimperium op te bouwen dat vrijwel alle industrieën omvat die er bestaan. Duckburg groeit mee totdat het een volwaardige stad is, genaamd Duckstad, waar bijna alles in Dagoberts bezit is. Stap voor stap wordt Dagobert de rijkste eend (en rijkste persoon) ter wereld. Zelfs nog rijker dan de puissant rijke maharadja van Hoedoejoestan.
Volgens de Duck-stamboom bedacht door Carl Barks, waar Don Rosa later zijn eigen verhalen op baseerde, heeft Dagobert twee jongere zussen: Hortensia en Doortje. Hortensia trouwt dus met Woerd Snater Duck, een van de kinderen van Oma Duck. Uit dit huwelijk worden Donald en Dumbella Duck geboren. Dumbella is op haar beurt de moeder van Kwik, Kwek en Kwak. Andere rechtstreekse familieleden zijn Dagoberts ooms Angus 'Wedje' McDuck en Jacob McDuck, beiden broers van Dagoberts vader.
Volgens Don Rosa's (ongepubliceerde) tijdlijn is Dagobert overleden in 1967, op 100-jarige leeftijd. In Don Rosa's verhalen komen details voor die erop wijzen dat de verhalen waarin Dagobert meedoet zich allemaal rond de jaren 50 van de 20e eeuw afspelen. Deze details zijn echter niet zodanig, dat ze jeugdige lezers op zouden vallen.

### Andere verhaalversies, overige en "alternatieve" familieleden en -relaties
Verhalen van de meeste andere auteurs van Dagobert Duck-verhalen spelen zich − ondanks het voorgaande − gewoon af in het heden, waaronder de 21e eeuw. Dit blijkt uit de aanwezigheid van zaken als computers, mobiele telefoons en mp3-spelers, gecombineerd met de aanwezigheid van een gewoon nog levende oom Dagobert.
Veel andere auteurs hebben zich evenmin iets aangetrokken van de stamboom zoals die is uitgewerkt door Don Rosa en soms een geheel eigen draai gegeven aan Dagoberts levensverhaal en familiegeschiedenis. Volgens DD Minipocket 4 heeft Dagobert bijvoorbeeld een oom genaamd Schraalhans McDuck, die hem heeft geleerd zuinig te zijn, en Dagobert als een roekeloze verkwister ziet. Volgens de schrijver en tekenaar William van Horn heeft Dagobert ook een halfbroer, de aartsluie bon vivant Oom Heisa, ook wel Hannes Doorslaper genoemd. In het verhaal Oom Dagoberts grote geheim doet Dagobert dat geheim voor het eerst uit de doeken aan zijn neefjes Kwik, Kwek en Kwak.
In veel Europese verhalen (waaronder de Nederlandse), is Dagobert Duck de jongere broer van Oma Duck. Volgens de Italiaanse tekenaar Romano Scarpa heeft Dagobert nog een volle broer genaamd Gideon McDuck. Uit enkele Deense verhalen die zijn verschenen sinds de jaren 80 blijkt dat Dagobert bovendien nog een volle neef heeft genaamd Douglas McDuck, een onsuccesvol goudzoeker die nog steeds in Alaska woont.
Volgens Scarpa's verhaal Het Goud van Klondike (Duckstad Pocket 3) is Dagobert in 1897 geboren in Klondike, Canada, als zoon van een verkoopman. Als Dagobert een dag oud is kan hij in dit verhaal zijn eerste woord zeggen, "dollar". Zijn ruzie met John D. Rockerduck begon volgens dat verhaal al toen hij twee maanden oud was. Dagobert vindt zijn eerste ton goud als hij twaalf jaar oud is.
In “De Speurtocht naar Gullebroer” blijkt dat Dagobert in zijn jonge jaren samengewerkt met de goudzoeker Gullebroer, met wie hij heeft afgesproken de helft van al zijn latere vermogen te delen.

## Persoonlijkheid
Oom Dagobert staat met name bekend om zijn gierigheid. Hij leeft zelf erg sober en probeert op elke mogelijke manier geld te besparen. Als het op geld verdienen aankomt, laat hij zich echter door niets of niemand tegenhouden. Hij zoekt voortdurend nieuwe doelen om na te streven en zo meer geld te verdienen, zoals het afsluiten van een goede zakendeal of het vinden van een verborgen schat. Als zakenman gaat hij vaak agressief en doortastend te werk.
Vooral in de eerste verhalen waarin hij meedeed was Dagobert ook erg afstandelijk tegenover zijn familie en wantrouwde elke vorm van bezoek in zijn kantoor. Een bekende running gag uit deze tijd is dat hij steevast een geweer of kanon schietklaar houdt wanneer er iemand binnenkomt. Ook heeft zijn kantoor een valluik dat met een druk op de knop openklapt wanneer Dagobert genoeg van zijn bezoeker(s) heeft. De verbaasde bezoeker wordt via een glijbaan naar de straat afgevoerd. Op deze manier kan Dagobert ook ongewenste bezoekers, zoals bv. een belastinginspecteur, snel naar buiten gooien. In latere verhalen is zijn houding tegenover zijn familie veranderd en is hij duidelijk meer om hen gaan geven. Ook zijn houding als het om zaken gaat is veranderd. In oudere verhalen was hij erg cynisch over dingen als morele waarden en ging tot het uiterste voor geld. Dit karakter was bedacht door Barks en gebaseerd op met name de grote industriëlen uit de tijd dat Dagobert blijkbaar zijn fortuin vergaarde: eind negentiende en begin twintigste eeuw. In latere verhalen lijkt Dagobert beter na te denken over zijn daden en heeft hij een gevoel van eerlijkheid.
Dagobert gebruikt soms fysiek geweld tegen hen die zijn woede opwekken, maar hij is tegen het doden van anderen. Zo redt hij desnoods ook vijanden als die in gevaar verkeren.
In de tekenfilmserie DuckTales vertolkt Dagobert samen met zijn neefjes Kwik, Kwek en Kwak de hoofdrollen. Hier is hij duidelijk een stuk aardiger en opgewekter dan in de strips. Overigens is hij in de eerste aflevering, net als in de stripverhalen, eerst nog afwijzend naar zijn neefjes. Hij ziet ze eerder als last nadat ze bij hem ingetrokken zijn omdat Donald bij de marine is gegaan. Aan het eind van de eerste aflevering is hij veranderd en zijn ze vrienden. Hij heeft in de serie een strenge erecode en houdt te allen tijde vol dat geld alleen iets waard is indien men het eerlijk heeft verdiend. Zijn gierigheid is echter ook in deze serie duidelijk aanwezig.

### Opmerkelijke eigenschappen
- Hij is het rijkste lid van de Biljonairsclub.
- Hij kan de aanwezigheid van goud ruiken op tientallen meters afstand.
- Wanneer hij vermoedt dat hij winst kan maken, krijgen zijn pupillen de vorm van eurotekens (voorheen guldentekens) of in de Engelse versie dollartekens.
- Als hij enkel aan iets weggeven of weggooien denkt, krijgt hij het alleen daarvan al helemaal op zijn zenuwen. Daarom heeft hij ook een vreselijke hekel aan hoge rekeningen.
- Hij wordt vaak erg boos als hij een belangrijke zakendeal misloopt en geeft Donald hier vaak de schuld van. Het gebeurt tenslotte vaak door een fout van hem. Hij rent dan vaak met zijn wandelstok of paraplu achter hem aan om hem hiervoor een pak slaag te geven.
- De jas die hij draagt, kreeg hij in 1902 samen met een tientje voor een chic pak dat hij gratis van een vooraanstaande modeontwerper had gekregen. Zijn hoed en wandelstok kocht hij in 1910 in Sint-Petersburg. Al deze kleding is nog steeds zo goed als nieuw.
- Zijn favoriete hobby is het zwemmen in geld.
- Hij is allergisch voor vals geld, iets waardoor de Zware Jongens regelmatig door de mand vallen.
- Zijn lievelingswoord is "gratis".
- Donald Duck werkt in zijn geldpakhuis als muntenpoetser. Dit werk is het enige dat Donald echt goed kan en daarom komt hij hier naartoe als hij elders wordt ontslagen.

## Geluksdubbeltje
Kenmerkend aan Dagobert is zijn geluksdubbeltje, het eerste muntje dat hij ooit verdiende. Hij heeft dit Amerikaanse dubbeltje altijd gehouden. Het dubbeltje wordt vaak gezien als oorzaak van Dagoberts rijkdom (en wordt daarom ook geluksdubbeltje genoemd), maar striptekenaars verschillen hierover onderling. Onder andere Don Rosa laat Dagobert nooit spreken over zijn "geluksdubbeltje". De heks Zwarte Magica wil dat dubbeltje stelen om een amulet te maken waardoor zij de gave van Koning Midas zou verwerven, om alles wat zij aanraakte in goud te veranderen.

## Geldpakhuis
Dagobert woont en werkt in het geldpakhuis, een groot kubusvormig gebouw op de Ossegrafheuvel waar eerst Fort Duckburg stond. Het is in de Nederlandstalige strips te herkennen aan het euroteken (voor 2002 het guldenteken) of in Engelstalige strips aan het dollarteken op de voorgevel. De grootste ruimte is de kluis, waar het geld als bulkgoed opgeslagen is. Ook elders in het gebouw slingert veel geld over de vloer. De reden waarom hij het in het pakhuis opslaat en niet op een bank zet, is omdat hij ervan houdt om letterlijk in zijn geld te zwemmen. Er is dan ook een springplank in de kluis. Bovendien heeft het geld nostalgische waarde voor hem, doordat hij precies weet wanneer, waar en hoe hij ieder muntstuk heeft verdiend. Aan iedere munt kleeft dus een herinnering. Hierdoor bevinden zich in de geldvoorraad enerzijds zeer waardevolle munten, maar anderzijds ook munten die door het desbetreffende land al uit de circulatie zijn genomen en dus niets meer waard zijn. Het geldpakhuis is door het vele geld helaas wel diefstalgevoelig. Hier maken de Zware Jongens die het op Dagoberts geld hebben gemunt vaak en dankbaar gebruik van. Zij verzinnen allerlei trucs om het pakhuis binnen te dringen en het geld te stelen. Helaas hebben die geen effect, want Dagobert is ze telkens te slim af met zijn slimme beveiligingssystemen. Deze staan zelfs op het dak, zodat het ook niet lukt om er met een helikopter of ander luchtvaartuig op te landen. Hierdoor lopen de Zware Jongens in de val en krijgt Dagobert zijn gestolen geld altijd weer terug. Deze beveiligingssystemen worden vaak geïnstalleerd door Willie Wortel.
Er zijn verhalen waarin wordt gesuggereerd dat Dagobert meerdere geldpakhuizen heeft, verspreid over de wereld en dat zijn geldpakhuis in Duckstad gewoon het bekendste is. Verder zegt Dagobert Duck in Don Rosa's verhaal De kluizenaar van Villa Duck. dat slechts een deel van zijn vermogen in het pakhuis opgeslagen ligt. De rest is in de vorm van tegoeden e.d. verspreid over de hele wereld.

## Liefdesleven
De voornaamste aanbidster van Dagobert Duck is Gitta Gans (of Brigitta Gans), die voornamelijk in Italiaanse strips voorkomt. In Nederlandse verhalen komt ze voor in de reeks Donald Duck Pocket. 
Dagobert zelf heeft een zwak voor Goldie Glittergoud (vaak ook "Knappe Kitty" genoemd), een saloonzangeres die hij leerde kennen in zijn tijd als jonge goudzoeker in Klondike. In De Bruid van Oom Dagobert (2014) blijkt dat Dagobert in zijn jonge jaren als schipper op de Mississippi ook verloofd was met Rosa Glashart.

## Vijanden
- De Zware Jongens, die altijd op zoek zijn naar nieuwe manieren om het geld van Dagobert te stelen.
- Govert Goudglans, de grootste concurrent van Dagobert als het aankomt op de titel van rijkste ter wereld. Hij heeft ook een geldpakhuis, dat in veel verhalen is gelegen in Zuid-Afrika.
- John D. Rockerduck, een zakenman van Amerikaanse signatuur. De naam is een zinspeling op de miljardair John D. Rockefeller.
- Zwarte Magica, een eend-heks die sinds het verhaal The Midas Touch (1961) het geluksdubbeltje van Dagobert wil bemachtigen om steenrijk te worden.
- Gerrit Gladsnuit of Gladde Glibber, vijand uit zijn goudzoekersperiode in Klondike. Hij komt voor in verhalen van zowel Barks als Don Rosa.
- Arpin Lusène, de Zwarte Ridder, vijand uit De Zwarte Ridder en De Wraak van De Zwarte Ridder. Zijn naam verwijst naar het archetype van alle nette dieven, Arsène Lupin.
- De Whiskervilles, de familie die de McDuck-clan had weggejaagd uit het McDuck-kasteel. (Episode 1 en 5 uit De jonge jaren van Oom Dagobert). Deze naam is afgeleid van de kasteeleigenaar in 'The Hound of the Baskervilles', het bekendste Sherlock Holmes-detectiveverhaal van Arthur Conan Doyle.
- Venijn McSnekke, een besnord varken, en net als Govert Goudglans een doortrapte concurrent. In sommige verhalen heeft hij een andere naam of het is een ander personage met precies dezelfde eigenschappen.
- Gluiper McSchobbejak, die voorkomt in het Barksverhaal De spinazie van McSchobbejak (The Horseradish Story, 1953).

## Stripreeksen
Oom Dagobert, avonturen van een Steenrijke Eend  is een albumserie met verhalen waarin Dagobert Duck de hoofdrol speelt.
- Zie: Alle albums van Oom Dagobert, avonturen van een Steenrijke Eend

## Dagobert Duck in andere talen
- Deens - Joakim von And
- Duits, Nederlands - Dagobert Duck
- Engels - Scrooge McDuck
- Fins - Roope Ankka
- Frans - Balthazar Picsou
- Hongaars - Dagobert McCsip
- Indonesisch - Gober Bebek
- Italiaans - Paperon de' Paperoni
- Noors - Skrue McDuck
- Pools - Sknerus McKwacz
- Portugees - Patinhas McPato
- Spaans - Rico McPato
- Zweeds - Joakim von Anka
- Vlaams - Oom Jeremias

## In tekenfilms
Als tekenfilmfiguur is Dagobert Duck hoofdzakelijk bekend van de in de jaren 80 gemaakte animatieserie DuckTales (1987) en DuckTales the Movie: Treasure of the Lost Lamp (1990). Hierin werd de Nederlandse stem van Dagobert Duck vertolkt door acteur Sacco van der Made. Dagobert Duck verscheen echter al in 1967 voor het eerst in een korte animatiefilm genaamd Scrooge McDuck and Money. Daarnaast duikt Dagobert in 1983 op als Ebenezer Scrooge in Mickey's Christmas Carol, een tekenfilm uit 1983 gebaseerd op het oorspronkelijke verhaal van Dickens waarvan de figuur van Dagobert zelf weer is afgeleid. In 1987 heeft hij ook een rol in de tekenfilm Sport Goofy in Soccermania en in 2004 in de anthologiefilm Mickey's Twice Upon a Christmas. In 2017 werd een vervolg op de serie DuckTales uitgebracht.

### Stemmen van Dagobert Duck
Engels:
- 1967 - Bill Thompson
- 1983 - 2016 - Alan Young
- 1986 - Will Ryan
- 2016 - John Kassir
- 2017 - 2021 - David Tennant (voornamelijk DuckTales)
- 2019 - heden - Enn Reitel

Nederlands:
- 1984 - Johnny Kraaijkamp jr.
- 1988 - 1997 - Sacco van der Made
- 1998 - 2013 - Wim van Rooij
- 2013 - 2017 - diverse, o.a. Olaf Wijnants[bron?], Reinder van der Naalt[9]
- 2017 - heden - Jan Nonhof

## Varia
- Het woord dagobertducktaks, een belasting voor rijke mensen, werd verkozen als het officiële Van Dale woord van het jaar 2014 in Nederland.[10]
- Het tijdschrift Forbes schatte Dagoberts vermogen in december 2007 op een schamele 28,8 miljard dollar.[11]